# Irene van Byzantium
Irene (Grieks: Ειρήνη, Eirēnē) (Athene, 752 - 9 augustus 803) was keizerin (officieel: "keizer") van Byzantium, eerst als medekeizerin van 780 tot 790 en van 792 tot 797, en daarna als alleenheerseres van 797 tot 802.

## Familie
Zij was de weduwe van keizer Leo IV van Byzantium en de moeder van Constantijn VI. Haar schoonvader was Constantijn V Kopronymos de iconoclast bij uitstek, waar zij een hevig tegenstandster van was.

## Beleid
Ze had te maken met een incompetente zoon, religieuze spanningen, oorlogen met haar buren de Abbasiden en de Bulgaren, aan wie zij schatplichtig was. Niettegenstaande het feit dat haar staatskas leeg was, probeerde ze zoveel mogelijk de lasten te verlichten.

## Karel de Grote
De enige christelijke grootmacht, waar naar zij zich kon richten was het Karolingische rijk. Sinds 774 was Karel de Grote koning van de Lombarden. Eerst probeerde ze haar zoon Constantijn uit te huwelijken aan een dochter van Karel de Grote, m.n. Rotrudis, maar het Tweede Concilie van Nicea strooide roet in het eten (zie Libri Carolini).
In 800 verklaarde paus Leo III de troon van het Keizerrijk vacant en kroonde Karel de Grote tot keizer (zie het Heilige Roomse Rijk). Geruchten doen de ronde alsof er huwelijksaanzoeken zouden zijn geweest om de situatie tussen beiden uit te klaren.

## Tweede Concilie van Nicea (787)
In 787 riep ze het Tweede Concilie van Nicea bijeen, waar 390 bisschoppen en paus Adrianus I bij aanwezig waren.
De beeldenverering werd weer ingevoerd.

## Opvolging
Eerst deelde zij de troon met haar zoon Constantijn VI maar zij liet hem in 797 blind maken en werd zelf keizer. Zij is een van de weinige vrouwen die zich ooit tot βασιλευς (basileus, keizer) liet kronen. Zij wilde geen 'keizerin' zijn omdat er nog nooit een regerend keizerin geweest was en velen haar het recht alleen te regeren betwistten.
Toen de staatskas volledig leeg was zette de logothetes (minister) van financiën Nikephoros  'keizer' Irene af en nam zelf haar plaats in als keizer Nikephoros I. Irene stierf in 803 in ballingschap op het eiland Lesbos.